# Egyptské námořnictvo
Egyptské námořnictvo je námořní složkou ozbrojených sil Egypta. Mezi jeho hlavní úkoly patří pobřežní obrana, ochrana Suezského průplavu a podpora operací pozemních sil. V regionu se řadí mezi větší námořnictva. Tvoří ho celkem 38 500 osob. Hlavní síly námořnictva v roce 2010 tvořilo 9 fregat, 2 korvety, 23 raketových člunů, 18 hlídkové čluny, 20 výsadkových lodí a 4 ponorky. Používá přitom směs západních, ruských a čínských plavidel. Součástí námořnictva je i cca 80 menších člunů egyptské pobřežní stráže.

## Základny
Hlavní základny námořnictva ve Středozemním moři jsou Alexandrie, Port Said a Mersa Matruh. V Rudém moři jsou to Port Tawfiq, Al Ghardaqah a Bur Safajah. Nejvíce sil je obvykle soustředěno v Alexandrii, kde je rovněž umístěno velitelství námořnictva.Dne 3. července 2021 námořnictvo otevřelo svou dosud největší základnu Gargoub, nacházející se poblíž hranic s Libyí.

## Složení

### Vrtulníkové výsadkové lodě

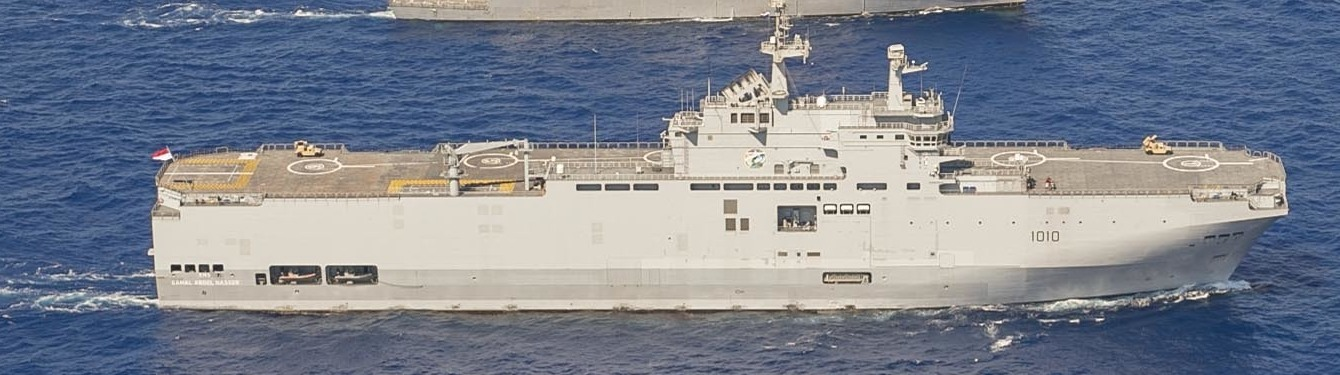
Vrtulníková výsadková loď Gamal Abdel Nasser (L1010)

- Třída Mistral
  - Gamal Abdel Nasser (L1010)
  - Anwar El Sadat (L1020)

### Fregaty
- Třída Al-Aziz
  - Al-Aziz (904)
  - Al-Qahhar (905)
  - Al-Qadeer (909)

- Třída FREMM
  - Tahya Misr (1001, ex Normandie)

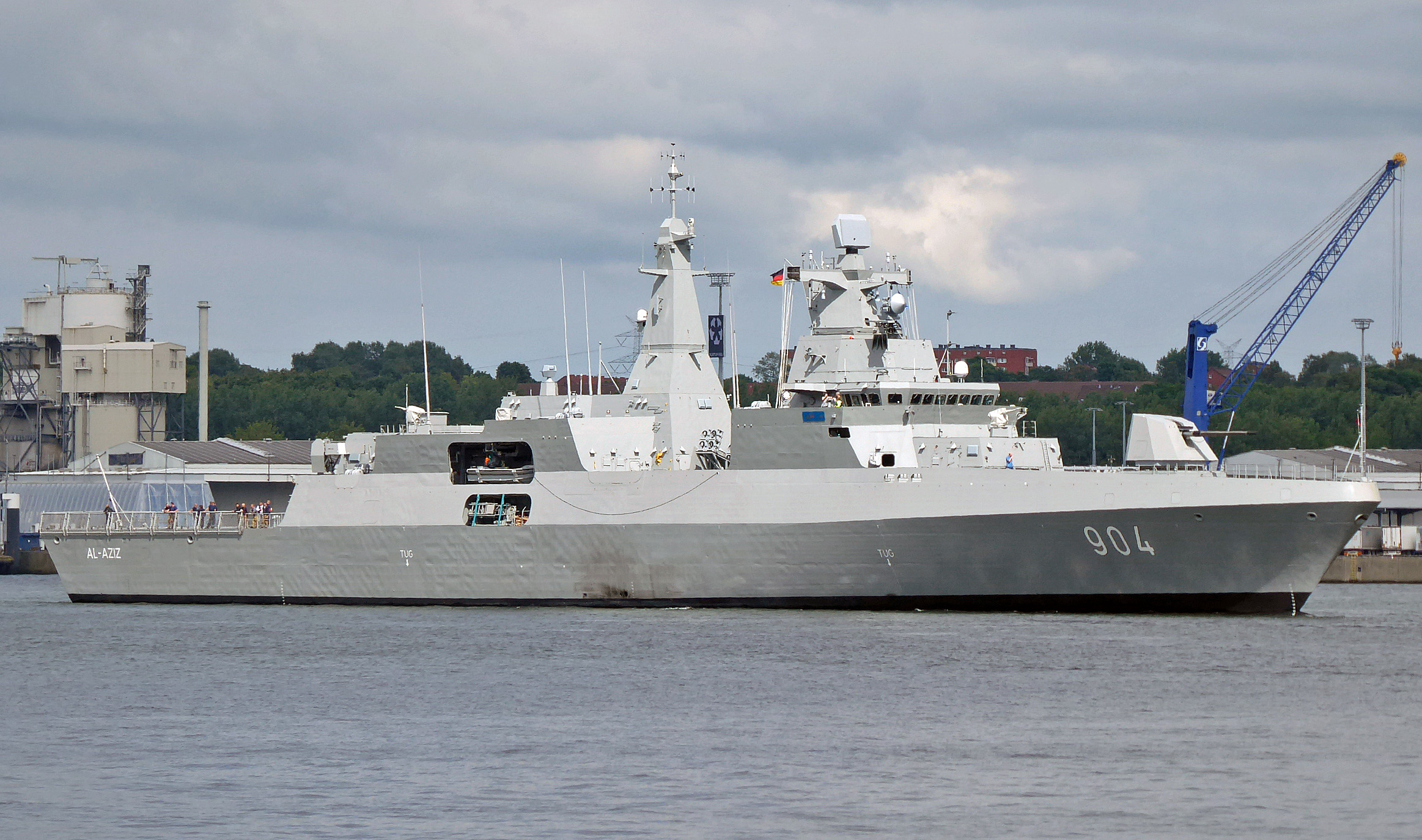
Fregata Al-Aziz (904)

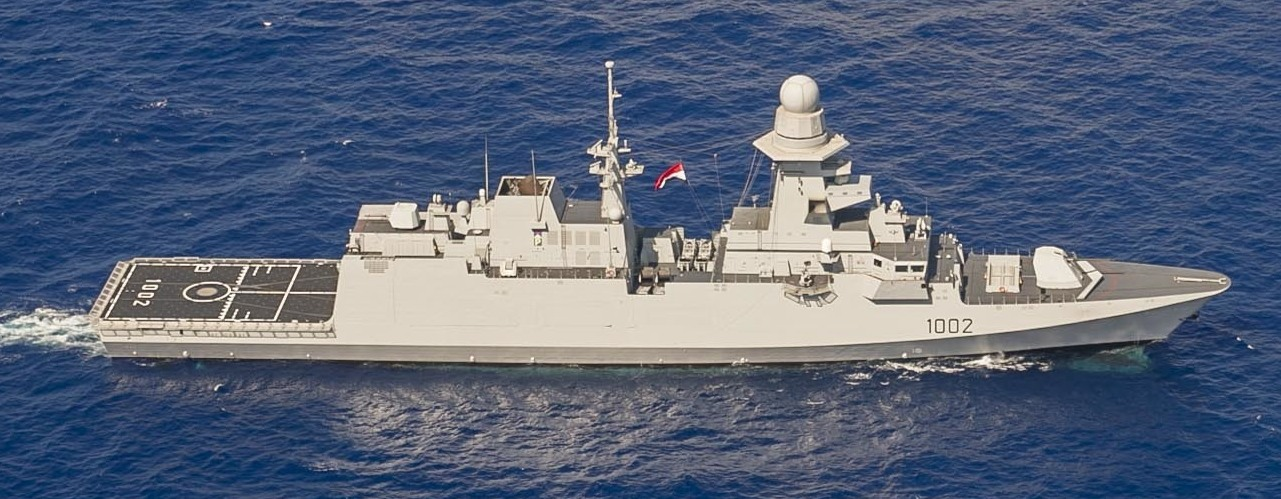
Fregata El-Galala (1002, ex Spartaco Schergat)

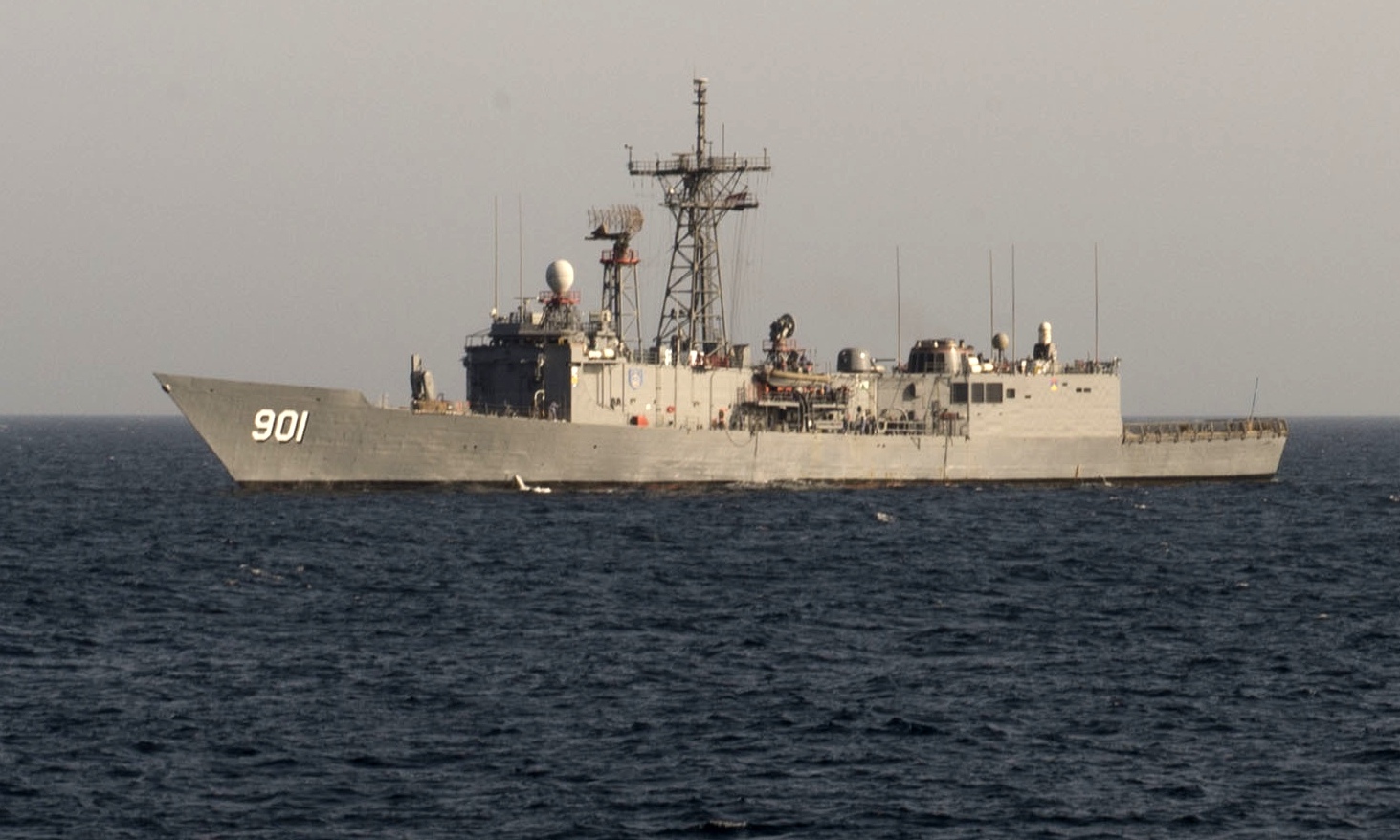
Fregata Sharm El-Sheik (901)

  - El-Galala (1002, ex Spartaco Schergat)
  - Bernees (1003, ex Emilio Bianchi)

- Třída Oliver Hazard Perry
  - Sharm El-Sheik (901)
  - Toushka (906)
  - Mubarak (911)
  - Taba (916)

- Třída Knox
  - Damietta (961)
  - Rashid (962)

- Typ 053HE
  - Najim al-Zafir (938)
  - Al-Nasser (956)

### Korvety
- Třída El Fateh (Gowind 2500)
  - El Fateh (971)
  - Port Said (976)
  - Al Moez (981)
  - Al Ismailia (986)

- Třída Pchohang

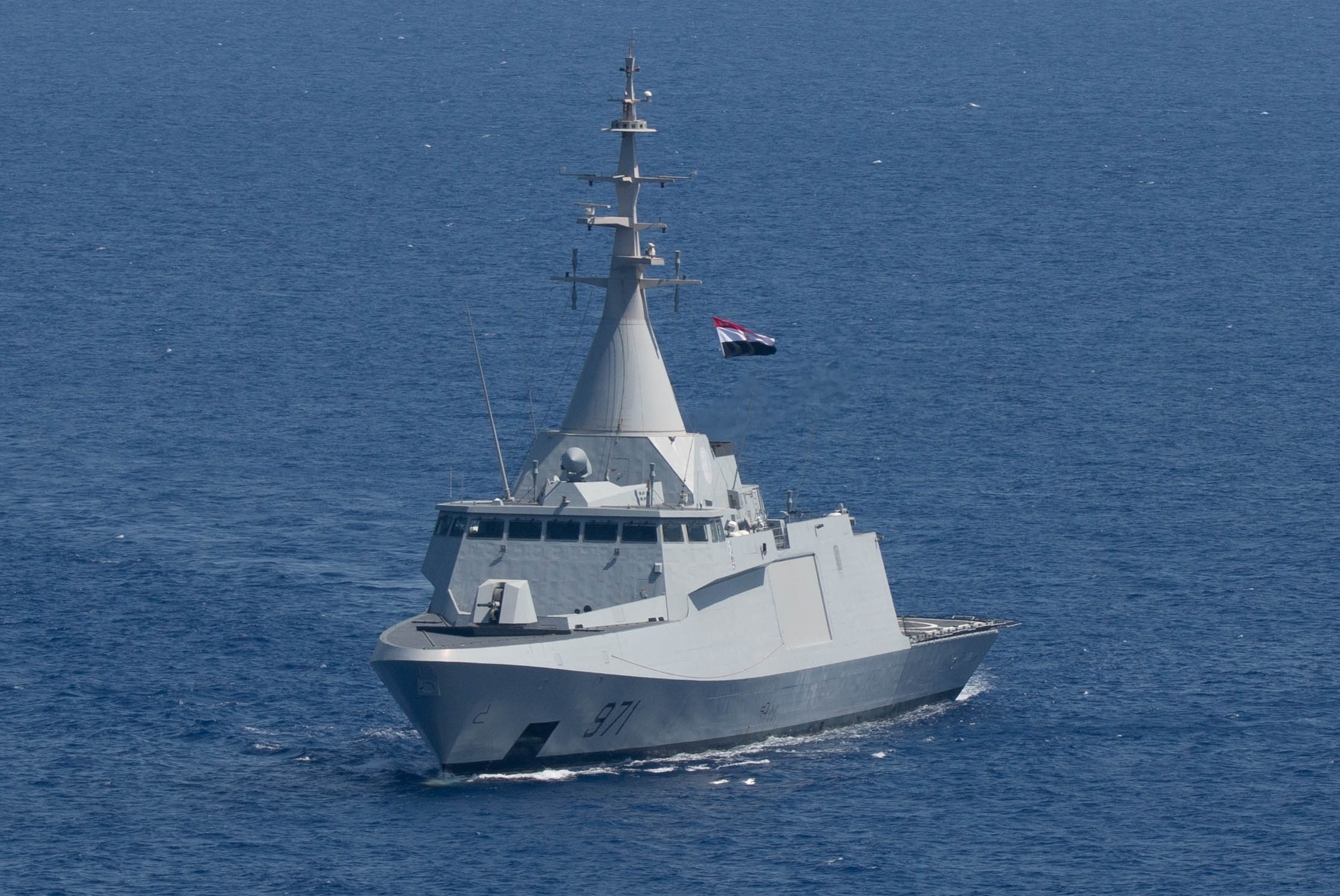
Korveta El Fateh (971)

  - Shabab Misr (1000, ex Čindžu, PCC-763)

- Třída Descubierta
  - El Suez (F941)
  - El Aboukir (F946)

### Ponorky

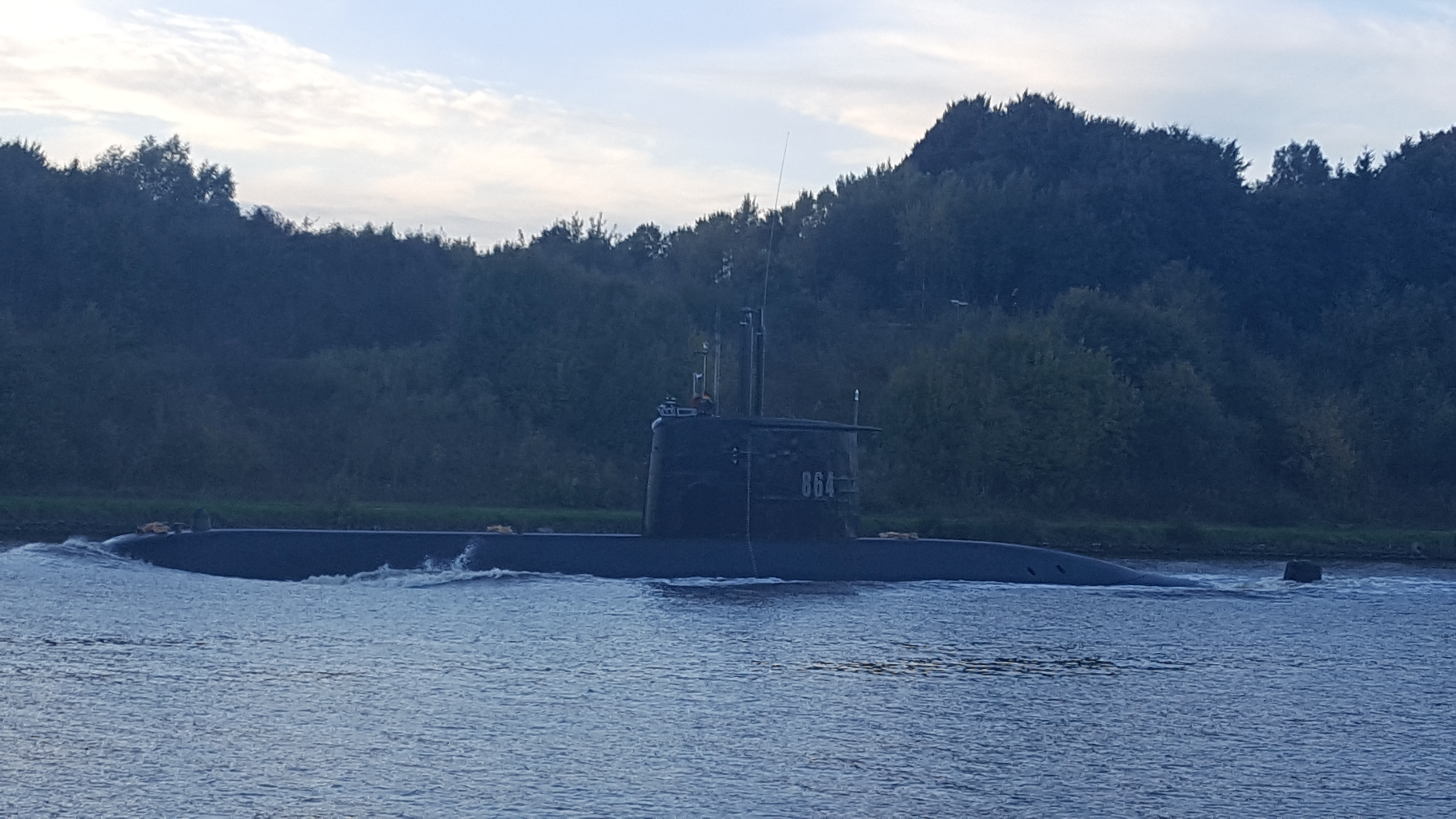
Ponorka typu 209 S-42 (864)

- Typ 209/1400mod
  - S41
  - S42
  - S43
  - S44

- 4× Třída Romeo

### Raketové čluny

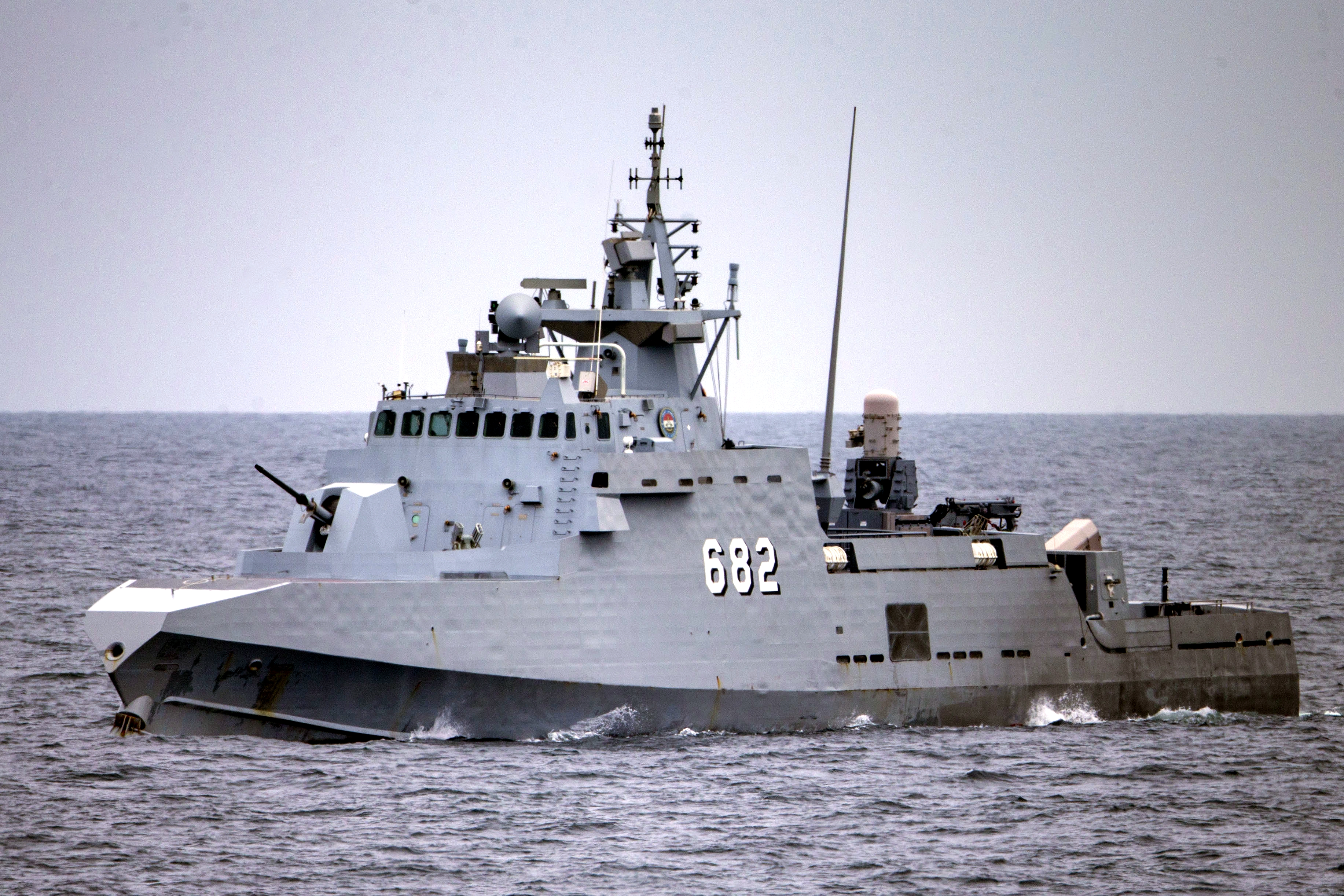
Raketový člun typu Ambassador MK III

- Třída Ambassador MK III
  - S. Ezzat (682)
  - F. Zekry (683)
  - M. Fahmy (684)
  - A. Gad (685)

- 3× Projekt 205 a 205U
- 5× Třída Tiger
- 6× Třída Ramadan
- 4× Třída October
- 4× Třída Hegu

### Plánované
- 1× fregaty třídy třídy Al-Aziz (typ MEKO A-200EN)
- 2× zásobovací lodě třídy Fort Rosalie